# Стекеленбург, Мартен (1972)
Мартен Ян-Виллем Стекеленбург (нидерл. Maarten Jan-Willem Stekelenburg; род. 13 декабря 1972, Амстердам) — нидерландский футболист. Тренер.

## Клубная карьера
Начал свою тренерскую карьеру в любительском клубе «Аякс» в качестве тренера-координатора молодёжи. В конце 1990-х был приглашён на стажировку в юношескую команду Аякс D2 тогдашним руководителем молодёжных команд Хансом Вестерхофом. Через шесть месяцев в 1999 году Мартен подписал полноценный контракт и стал тренером амстердамского «Аякса», работая со многими молодёжными составами клуба.